# Dombeya punctata
Dombeya punctata är en malvaväxtart som beskrevs av Antonio José Cavanilles. Dombeya punctata ingår i släktet Dombeya och familjen malvaväxter. Inga underarter finns listade i Catalogue of Life.